# Marabout chevelu
Leptoptilos javanicus
Espèce
Statut de conservation UICN

 NT A2cd+4cd : Quasi menacé
Statut CITES
Le Marabout chevelu (Leptoptilos javanicus) est une espèce d'échassier appartenant à la famille des Ciconiidae.

## Répartition
L'espèce est très répandue en Asie où il niche de l'est de l'Inde au sud de la Chine et à Java.

## Description
Le Marabout chevelu est un très grand oiseau ; il mesure de 110 à 120 cm de haut, 210 d'envergure et pèse en moyenne 5 kg. Malgré cela, il est le plus petit représentant du genre Leptoptilos. Son dos et ses ailes sont noirs mais son ventre et le dessous de sa queue sont blancs. La tête et le cou sont déplumés comme chez le vautour. Le bec pâlot est long et massif. Les jeunes sont une version terne de leurs parents.
La plupart des grands échassiers volent avec un cou déployé mais le Marabout argala comme les autres espèces du genre Leptoptilos volent avec un cou rétracté tels les hérons.

## Habitat et nidification
Le Marabout chevelu niche dans les forêts tropicales humides. Il construit un nid avec des branches en haut des arbres, formant ainsi souvent de petites colonies.

## Alimentation
Le Marabout chevelu, comme la plupart des espèces apparentées, se nourrit principalement de grenouilles et de gros insectes mais aussi de jeunes oiseaux, de lézards et de rongeurs. Il se nourrit aussi de charognes auxquelles la nudité de sa tête et de son cou est une adaptation.